# Keanu
Ne doit pas être confondu avec Keanu Reeves.
Pour plus de détails, voir Fiche technique et Distribution.
Keanu est une comédie d'action américaine écrite et réalisée par Peter Atencio et sortie en 2016.

## Synopsis
Deux amis  naïfs affrontent un gang de dealers pour sauver un chat appelé Keanu...

## Fiche technique
- Titre : Keanu
- Réalisation : Peter Atencio
- Scénario : Jordan Peele et Alex Rubens
- Musique : Steve Jablonsky, Nathan Whitehead
- Société de production : Artists First, Monkeypaw Productions, New Line Cinema, RatPac-Dune Entertainment
- Distribution : Warner Bros.
- Pays d'origine :  États-Unis
- Genre : Comédie, action et film de gangsters
- Durée : 100 minutes[1]
- Budget : 15 millions de dollars[2]
- Sortie du film :
  - États-Unis : 13 mars 2016 (South by Southwest Film Festival), 29 avril 2016 (national)
  - Canada : 29 avril 2016
  - Royaume-Uni : 15 juillet 2016
  - France : 7 septembre 2016 (internet)

## Distribution
- Jordan Peele (VFB : Claudio Dos Santos ; VQ : Alexandre Fortin) : Rell Williams / Oil Dresden
- Keegan-Michael Key (VFB : Olivier Prémel ; VQ : Jean-François Beaupré) : Clarence Goobril / Smoke Dresden
- Tiffany Haddish (VFB : Marie-Ange Teuwen ; VQ : Marie-Evelyne Lessard) : Hi-C
- Method Man (VFB : Erwin Grünspan ; VQ : Patrick Chouinard) : Cheddar
- Darrell Britt-Gibson (VFB : Anthony Kabeya ; VQ : Gabriel Lessard) : Trunk
- Jason Mitchell (VFB : Pablo Hertsens ; VQ : Hugolin Chevrette) : Bud
- Jamar Malachi Neighbors (VFB : Hervé Twahirwa) : Stitches
- Luis Guzmán (VFB : Jean-Marc Delhausse ; VQ : Manuel Tadros) : Bacon
- Will Forte (VFB : Nicolas Dubois ; VQ : François Trudel) : Hulka
- Nia Long (VFB : Marcha Van Boven ; VQ : Hélène Mondoux) : Hannah
- Rob Huebel (VFB : Simon Duprez) : Spencer
- Madison Wolfe (VFB : Shanna Miller) : Alexis
- Jordyn A. Davis (VFB : Shanna Miller) : Belle
- James Yeargain (VFB : Nicolas Matthys) : Donnie
- Brittany Seymour (VFB : Marcha Van Boven) : Rachel
- Richard Holden (VFB : Stany Mannaert) : Inspecteur Mank
- Nadiyah Skyy Taylor (VFB : Christa Jérôme) : Galaxy
- Susan McBrien (VFB : Carine Seront) : Mère de Hulka
- Jenny Ballard : Officier Jonah
- Ian Casselberry (VFB : Nicolas Dubois) : King Diaz
- Neil Wells : Gardien de prison
- David A. Cole : Police 1
- Reginal Varice : Police 2
- Nicholas Hayner : Garde 2
- Keanu Reeves (VFB : Nicolas Matthys) : Keanu (voix)
- Darrell L. Shuler : Membre du SWAT
- Anna Faris (VFB : Florence Pallaro ; VQ : Violette Chauveau) : Anna Faris (non créditée)
- Chris Angerdina : Policier 3
- Sue-Lynn Ansari : Danseur
- John L. Armijo : Garde du corps du cCartel
- Nazeema Bartek : Voisin
- Tony Beard : Cartel Driver
- Devin Lord Chachere : Drug Kingpin Associate
- James David Gabriel : Prisoner in Shackles
- Terrell D. Davis : Pompier
- Michael Endoso : Garde 1
- Jeffrey Estiverne : Voyou
- Gino Galento : Narco-garde
- Steven Grossman : Sans-abri
- Christopher Gulas : Enquêteur
- Gene Kevin Hames Jr. : Ambulancier
- Mark Anthony Hardin : Agent de police
- Newton James Hippolyte Jr. : Club Goer
- Mykal Hyatt : Extra
- Floyd Anthony Johns Jr. : Blip
- Maia Kavchak : Droguée
- Steve Kish : Gardien de prison
- Douglas Lacey : Club
- Escalante Lundy : Darius
- Sam Medina : Chef du cartel
- Chelsea Melton : Danseuse du groupe 2
- Naomi Melton : Danseuse du groupe 2
- Starlette Miariaunii : Joueuse de jeu vidéo
- Teddo November : Client de la boîte de nuit
- Ron M. Patterson : Enquêteur
- Robin Sarraille : Enquêteur
- Kristen Scott : Client de la boîte de nuit
- Richard Blake Suarez : Garde du corps du cartel
- Victor Taylor : Strip Club Patron
- Ahmad Tumblin : Proxénète
- Kebron Woodfin : Seizure Guy
- Brian Woodhouse : Enquêteur
- Jesse Yarborough : Agent de police

Version française
- Studio de doublage : Dubbing Brothers Belgique
- Direction artistique : Marie-Line Landerwyn
- Adaptation : Myriam Tonarelli

Version québécoise
- Studio de doublage : Cinélume
- Direction artistique : Sébastien Dhavernas
- Adaptation : Marie Frankland